# Stupnîțea, Drohobîci
Stupnîțea (în ucraineană Ступниця) este localitatea de reședință a comunei Stupnîțea din raionul Drohobîci, regiunea Liov, Ucraina.

## Demografie
Componența lingvistică a localității Stupnîțea
     Ucraineană (100%)
Conform recensământului din 2001, toată populația localității Stupnîțea era vorbitoare de ucraineană (100%).